# Marian van de Wal
Marian van de Wal (ur. 21 stycznia 1970 w Vianen) – holenderska piosenkarka, businesswoman.

## Życiorys
Urodziła się w Vianen. W młodości często spędzała z rodzicami wakacje w Andorze, gdzie w latach 90. pomagała siostrze i jej mężowi w prowadzeniu hotelu w L’Aldosa.
W 2004 roku wzięła udział w programie Eurocàsting 2005 stanowiącym andorskie eliminacje do 50. Konkursie Piosenki Eurowizji. Ostatecznie zwyciężyła w finale, zostając reprezentantką Andory na Eurowizji 2005. 22 stycznia 2005 roku w Sant Julià de Lòria w trakcie koncertu telewizyjnego widzowie wyłonili dla niej piosenkę konkursową – „La mirada interior”. Po wygranej w selekcjach andorskie media krytykowały wyniki oraz Holenderki na reprezentantkę Andory. Van de Wal przed występem na Eurowizji wyruszyła w europejską trasę promocyjną obejmującą występy w Holandii, Belgii, Hiszpanii, we Francji oraz na Cyprze i Malcie. 19 maja zajęła 23. miejsce w półfinale Eurowizji 2005, przez co nie awansowała do finału. W 2007 roku podała głosy z Andory w  finale 52. Konkursu Piosenki Eurowizji.
Zamężna z Basem de Grootem, z którym prowadzi hotel w Andorze.